# Аларе
Аларе или Алар (грч. Αρχοντικό, Архондико) је насељено место у општини Пела у периферији Средишња Македонија, Грчка. Према попису из 2021. године било је 177 становника.
Према бугарском географу и историчару, Василу Канчову, у Алару је 1900. године живело 160 Словена хришћана. Године 1924. словенско становништво је присилно исељено у Бугарску, по неколико породица у Горњем Водену (Асеновград), Искри и Валчину код Карнобата. На њихово место су насељене грчке избеглице, којих је на попису из 1928. године било 245.